# Saranon Anuin
Saranon Anuin (taj. สรานนท์ อนุอินทร์, ur. 24 marca 1994 w Khon Kaen) – tajski piłkarz grający na pozycji bramkarza. Od 2018 roku jest zawodnikiem klubu Chiangrai United.

## Kariera piłkarska
Swoją karierę piłkarską Anuin rozpoczął w klubie Nakhon Ratchasima. W 2015 roku awansował do pierwszego zespołu, a 12 lutego 2017 zadebiutował w nim w Thai Premier League w wygranym 1:0 wyjazdowym meczu z Sukhothai FC.
W 2018 roku Anuin przeszedł do Chiangrai United. Zadebiutował w nim 25 lutego 2018 w zremisowanym 1:1 domowym meczu z Police Tero. W 2018 roku zdobył z nim Puchar Tajlandii.
| Sezon | Klub              | Kraj      | Rozgrywki      | Mecze | Gole |
| ----- | ----------------- | --------- | -------------- | ----- | ---- |
| 2015  | Nakhon Ratchasima | Tajlandia | Premier League | 0     | 0    |
| 2016  | Nakhon Ratchasima | Tajlandia | Premier League | 0     | 0    |
| 2017  | Nakhon Ratchasima | Tajlandia | Premier League | 15    | 0    |
| 2018  | Chiangrai United  | Tajlandia | Premier League | 4     | 0    |

## Kariera reprezentacyjna
Chunuonsee ma na swoim koncie 3 rozegrane mecze w reprezentacji Walii U-17. W reprezentacji Tajlandii Chunuonsee zadebiutował 3 marca 2016 roku w zremisowanym 2:2 towarzyskim meczu z Syrią. W 2019 roku powołano go do kadry na Puchar Azji.